# Parochthiphila inconstans
Parochthiphila inconstans is een vliegensoort uit de familie van de Chamaemyiidae. De wetenschappelijke naam van de soort is voor het eerst geldig gepubliceerd in 1903 door Becker.